# Zimirina penicillata
Espèce
Synonymes
- Prodidomus penicillatus Simon, 1893

Zimirina penicillata est une espèce d'araignées aranéomorphes de la famille des Prodidomidae.

## Distribution
Cette espèce est endémique d'Algérie. Elle se rencontre vers Mécheria.

## Description
Le mâle mesure 2,5 mm et les femelles de 3 à 3,5 mm.
Les mâles mesurent de 1,70 à 2 mm et les femelles de 2,15 à 2,40 mm.

## Systématique et taxinomie
Cette espèce a été décrite sous le protonyme Prodidomus penicillatus par Simon en 1893. Elle est placée dans le genre Zimirina par Dalmas en 1919.

## Publication originale
- Simon, 1893 : « Études arachnologiques. 25e Mémoire. XL. Descriptions d'espèces et de genres nouveaux de l'ordre des Araneae. » Annales de la Société Entomologique de France, vol. 62, p. 299-330 (texte intégral).